# Stempfelbach
Der Stempfelbach ist ein 32 km langes, orographisch rechtes Nebengewässer der March in Niederösterreich östlich von Wien. Das Gewässer gehört zum Marchfeldkanalsystem.

## Geographie

### Obersiebenbrunner Kanal
Der Obersiebenbrunner Kanal (Gewässer-ID: 300239) wurde im Zusammenhang mit der Errichtung des Marchfeldkanalsystems angelegt. Das künstlich angelegte, naturnah ausgebaute Gewässer wird bei den Wehren 6 und 7 vom Rußbach auf 151,4 m ü. A. abgeschlagen. Der Kanal verläuft auf den ersten 1800 m langen Abschnitt in nordnordöstliche Richtung. Der anschließende etwa 700 m lange Abschnitt bis zum Wehr 8 verläuft der Kanal in östlicher Richtung. Mit dem Wehr ändert sich die Richtung des Kanals für den letzten 1900 m langen Abschnitt auf nordöstliche Richtungen. Der Obersiebenbrunner Kanal geht nach rund 4,4 km auf 149,3 m ü. A. in den Stempfelbach über. Ein Ziel des Baus war es, durch Wasserzuführung zum Stempfelbach dessen ökologische Situation zu verbessern.

### Stempfelbach
Der Stempfelbach (Gewässer-ID: 300325) beginnt seinen natürlichen Lauf etwa 2,2 km nordwestlich von Obersiebenbrunn ⊙ auf 149,3 m ü. A. Von hier aus fließt der Bach in überwiegend südöstliche Richtungen in Richtung Obersiebenbrunn und durchquert dabei den Park von Schloss Obersiebenbrunn. Parallel zur Siebenbrunner Straße erreicht der Bach Untersiebenbrunn. Hier wird der Bach entlang der Hauptstraße kanalisiert durch den Ort geführt. Südlich der Bahnstraße endet der Kanal. Weiter in südöstliche Richtungen fließend passiert der Stempfelbach Lassee am nördlichen Ortsrand. Nach weiteren 2,5 km Fließstrecke erreicht der Fluss das Erholungszentrum Lassee. Nach einem Weg von etwa 27,5 km mündet der Stempfelbach auf 137,8 m ü. A. bei Markthof in die March.